# Modestia (escultura)
La Modestia (en italiano: Pudicizia), también llamada la Modestia con Velo, Castidad Velada, o la Verdad Velada, es una escultura de mármol realizada por el artista italiano Antonio Corradini, completada en 1752. Actualmente se conserva en la capilla Sansevero de Nápoles, en Italia.
La obra fue encargada por el príncipe Raimondo di Sangro, inventor, militar, escritor y científico italiano, en honor a su madre, Cecilia Gaetani dell' Aquila d' Aragona, quien falleció cuando su hijo estaba a punto de cumplir un año de vida.
La estática del mármol tiene un toque de esoterismo mágico, siendo el primer punto llamativo el finísimo velo que cubre a toda la mujer y está labrado en el mismo mármol. La revista de arte Italian Ways expresa que Corradini logró personificar el sentimiento de Di Sangro en la escultura:

El dolor del hijo está escondido detrás de ese velo... y muchos otros secretos que probablemente nunca serán revelados.
Italian Ways.